# Missa bifaciata
Als Missa bifaciata (von lat. bis „zweifach“ und facies „Form, Gesicht“, „zweigesichtige Messe“) war eine Form der heiligen Messe, in der bei einer heiligen Messe die Texte einer zweiten Messe eingefügt wurden, bei einer Missa trifaciata kam ein drittes Messformular hinzu.
Diese Praxis war im Spätmittelalter verbreitet. Sie wurde angewandt an Tagen mit liturgischem Doppelcharakter, etwa wenn ein Heiligenfest mit dem Sonntag zusammenfiel, aber die Feier einer zweiten heiligen Messe nicht möglich war, vor allem seit im Lauf des 11. und 12. Jahrhunderts die Bination eingeschränkt oder sogar verboten wurde. In der Missa bifaciata wurde an die Vormesse der einen Tagesfeier die Vormesse des zweiten und ggf. dritten Messformulars angefügt, danach folgte die Opfermesse, bei der Secreta und Postcommunio ebenfalls mehrfach rezitiert wurden.
Der zelebrierende Priester konnte für eine solche Messe mehrfache Messstipendien entgegennehmen. Das Konzil von Trient sah die Missa bifaciata als Missbrauch an und verbot sie.